# Fikellura

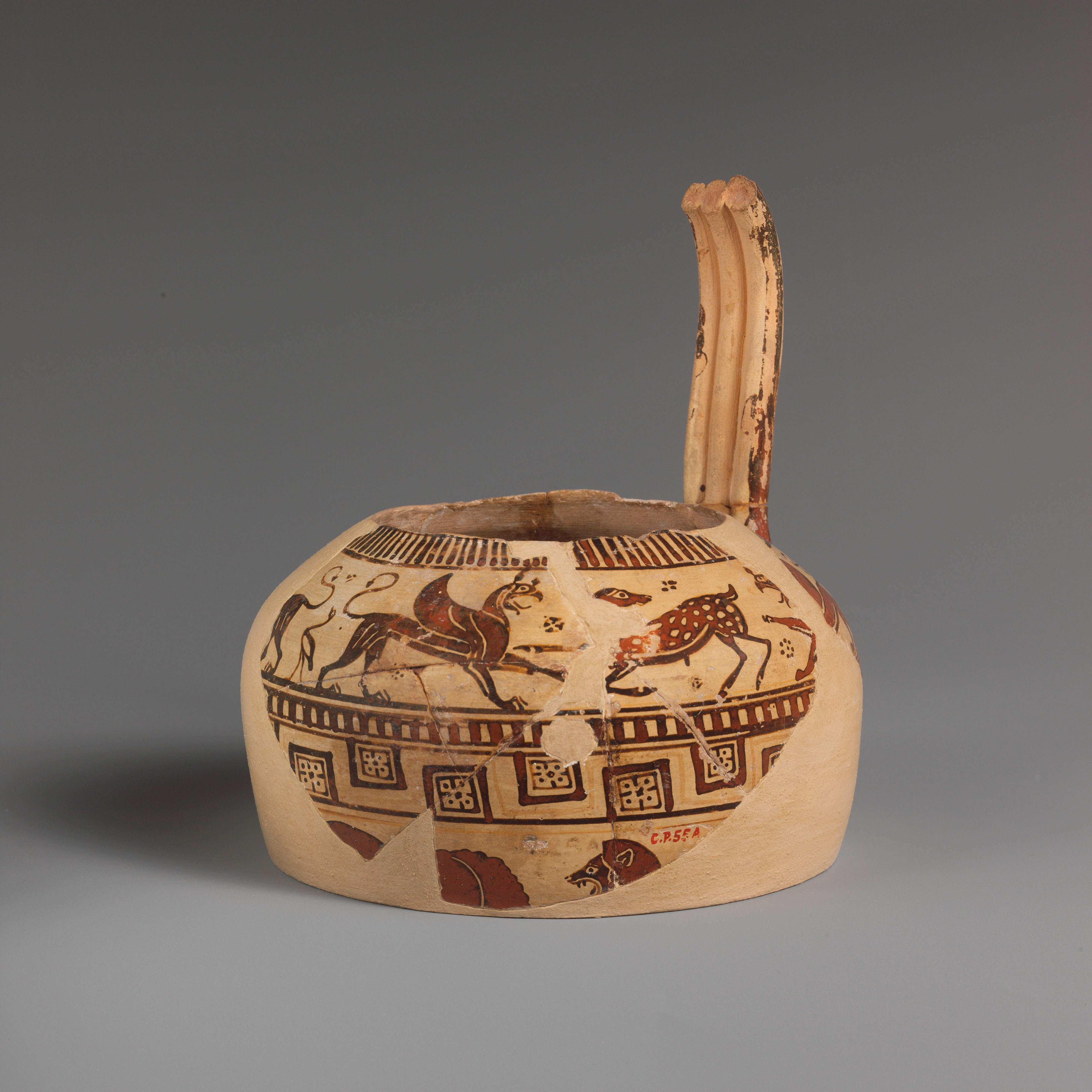
Oinochoe des Altenburg-Malers aus der Fikellura-Frühphase im Wild Goat Style.

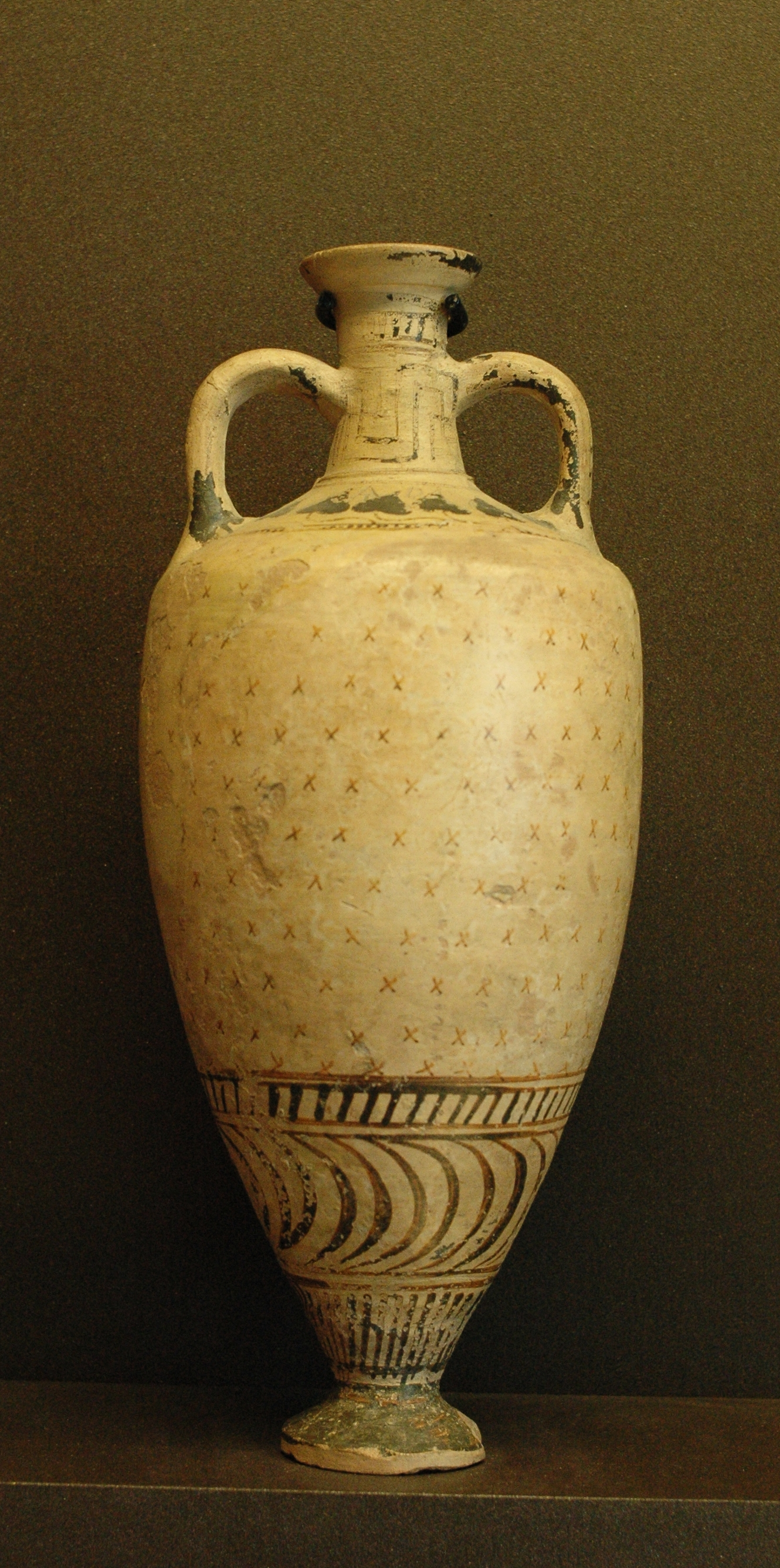
Amphoriskos aus Kameiros auf Rhodos, um 550/25 v. Chr.

Als Fikellura bezeichnet man eine Gattung ostgriechischer Vasen der griechischen Vasenmalerei.
Die Fikellura-Keramik ist nach einer Nekropole auf Rhodos benannt, wo man die ersten Exemplare dieser Vasen gefunden hat. Sie besitzen einen weißlichen Überzug und die dargestellte Figuren sind zumeist durch ausgesparte Linien konturiert, was zu dieser Zeit schon anachronistisch war, praktizierte man doch fast überall im griechischen Raum bereits den Schwarzfigurigen Stil. Der Stil entwickelte sich aus dem mittleren Tierfriesstil. Es wird angenommen, dass anfangs nur ein einzelner Maler den Fikellura-Stil geprägt hat. Die am häufigsten genutzte Vasenform waren 25 bis 35 cm hohe Halsamphoren, die vielfach nachlässig getöpfert sind. Daneben wurden auch Oinochoen, Amphoriskoi, Stamnoi und Schalen hergestellt. Die Hälse der Amphoren schmücken Flechtbänder, Mäander oder Mäanderkreuze. Ein charakteristisches Ornament des Fikellura-Stils ist das zu Friesen gereihte Sichelornament, welches auch in der etwa gleichzeitigen klazomenischen Malerei erscheint, dort jedoch polychrom gestaltet. Die Fauna auf Fikellura-Vasen entspricht etwa der des Tierfriesstiles, hinzu kommen Panther und Steinhühner. Menschen werden beim Komos oder beim Symposion gezeigt. Pygmäen sieht man gegen Kraniche kämpfen. Ein Fragment zeigt möglicherweise Herakles mit Busiris, und Dionysos erscheint auf einem Amphoriskos. Selten sind auch Satyrn und Mänaden. Die Welt der Mischwesen vertreten Kentauren und merkwürdige Dämone mit Tierköpfen.

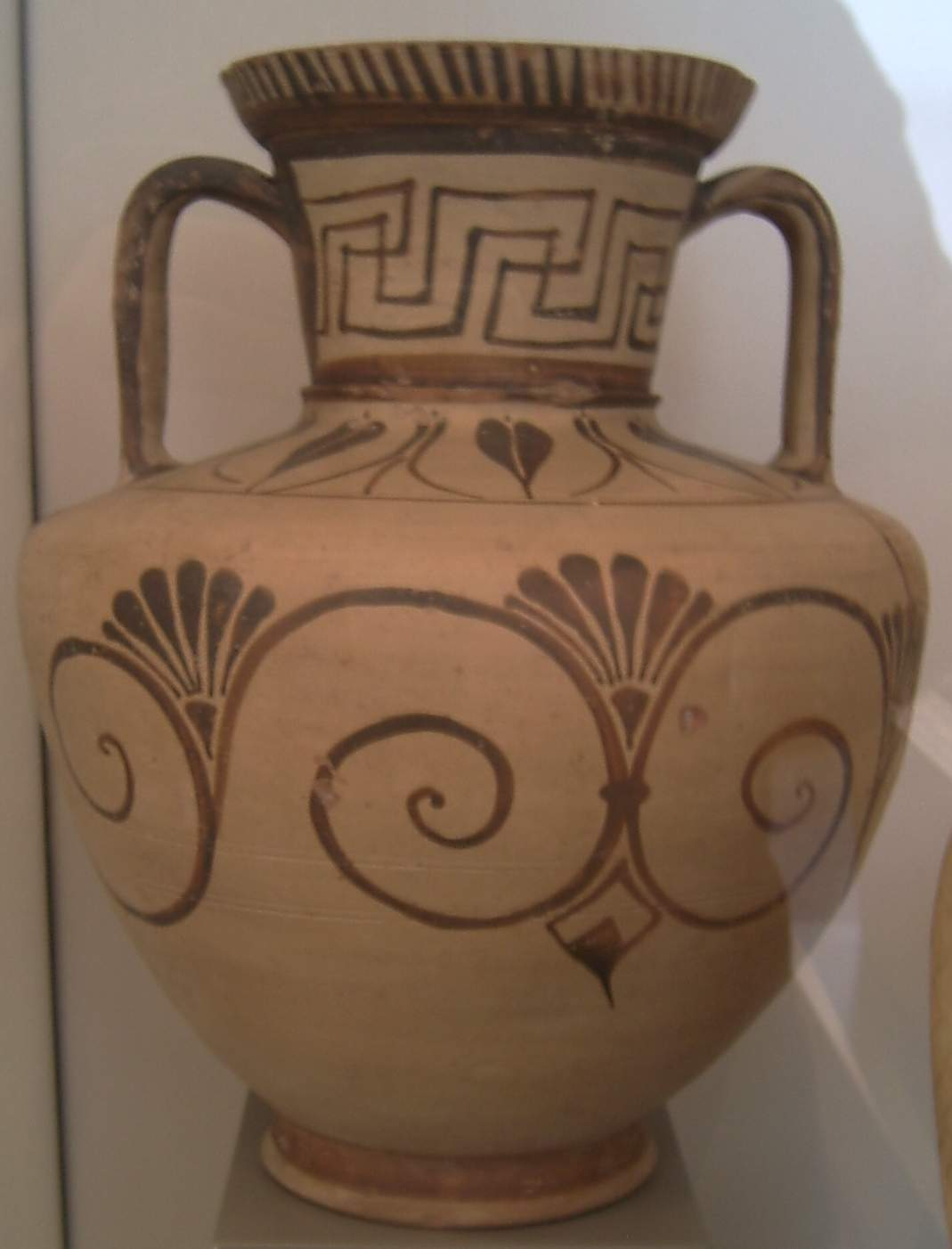
Fikellura-Amphora der Antikensammlung Berlin

Die Malfarbe der Fikellura-Vasen wechselt von Schwarz-, Braun- zu Rot-Tönen. Manchmal werden Ornamente und Figuren zusätzlich mit senkundärem Rot verziert. Der helle Überzug, die Engobe, ist bei den besten Vasen elfenbeinfarben. Wegen der zum Teil schlechten Verarbeitung ist dieser Überzug jedoch nicht selten abgeplatzt. Verwendung fanden die Vasen sowohl im Alltag als auch im Kult.
Als Pionier und wohl als Erfinder des Stils gilt der Altenburg-Maler. Ihm folgt der Läufer-Maler (auch als Maler des laufenden Satyrs bezeichnet). Der Altenburg-Maler komponiert anfangs Figurenfriese, später werden die Darstellung auf einzelne Figuren in einem Bildfeld reduziert. Gegen Ende der Stilentwicklung dominieren Fikellura-Amphoren mit Ornamenten. Kennzeichnend für diese Phase ist die Voluten-Zonen-Gruppe. Tonanalysen haben gezeigt, dass die Vasen durchweg in Milet hergestellt wurden, sichere Hinweise auf andere Produktionszentren gibt es bislang nicht. Fikellura-Ware wurde in größeren Mengen nach Samos, Rhodos, Kyrene, Tell Defenneh, Naukratis und zu den milesischen Kolonien am Schwarzen Meer exportiert. Anderswo sind Funde dieser Gattung selten. Im westlichen Mittelmeer ist Fikellura auf Sizilien, in Unteritalien und Etrurien bezeugt. Die Fikellura-Keramik wird traditionell zwischen den 60er oder 50er Jahren des 6. Jahrhunderts v. Chr. bis zur Zerstörung Milets durch die Perser 494 v. Chr. datiert.